# Stop the bleed
Stop the bleed é o nome de um programa de treinamento criado nos Estados Unidos, a partir de um esforço conjunto entre o Departamento de Defesa Americano e o Colégio Americano de Cirugiões, em resposta ao Tiroteio na escola primária de Sandy Hook, ocorrido em dezembro de 2012.
Seu objetivo consiste em capacitar o maior número possível de pessoas na rápida identificação e manejo da hemorragia externa grave, visto que esta é a causa número um de morte evitável no trauma penetrante.
Hartford Consensus
Meses após o tiroteio na escola primária Sandy Hook, em Newtown, CT, Estados Unidos, diversas autoriades se reuniram na cidade de Hartford, CT, para discutir o que poderia ser feito para reduzir o número de mortos em eventos envolvendo atiradores ativos e acidentes com vítimas em massa. As diversas orientações e iniciativas das inúmeras reuniões realizadas dão origem aos relatórios chamados de Consenso de Hartford.
Num desses encontros, entendeu-se que o conhecimento militar gerado nas guerras do Iraque e do Afeganistão, o qual consolidou, por exemplo, o uso do torniquete de extremidades para controle de hemorragias (os quais foram responsáveis por reduzir as mortes dos combatentes americanos por exasanguinação em pelo menos 80%), poderia ser amplamente difundido no ambiente civil, tornando pessoas envolvidas nessas emergências que estejam ilesas ou minimamente feridas capazes de prestar o primeiro cuidado antes mesmo da chegada das equipes de primeira resposta, como policiais e bombeiros.
Os problemas da hemorragia
Além da possibilidade de uma vítima perder todo o volume de sangue em menos de 5 minutos, a depender do local e gravidade da lesão, a hemorragia pode levar uma vítima de trauma penetrante ao desenvolvimento de uma condição chamada de choque hipovolêmico do tipo hemorrágico, quadro potencialmente fatal e de difícil reversão. Esta condição, caracterizada por um estado de hipoperfusão celular generalizada, é causada pela redução no número de hemácias, que são perdidas com o sangramento ativo. A entrega de oxigênio para as células fica prejudicada e, com isso, manter o metabolismo aeróbio (produção de energia por meio do consumo de oxigênio) torna-se difícil, sendo necessário, então, recorrer ao uso da gordura armazenada no corpo para tal. Essa forma de obtenção de energia, além de ineficaz e extremamente prejudicial ao corpo, leva à uma série de eventos catastróficos de difícil reversão, os quais contribuem para o aumento da perda sanguínea.
Capacitando leigos: o ABC da hemorragia
O programa de treinamento baiseia-se no ensinamento de três passos simples, que podem ser facilmente lembrados através do mnemônico ABC, a saber:
A: Alert (alertar): tão logo se identifique uma potencial vítima de hemorragia, o serviço de emergência e a autoridade policial (se necessário), devem ser acionados através do número local. No Brasil, o serviço de ambulância é acionado através do telefone 192 e o policiamento através do número 190. Estrangeiros podem acionar os serviços de emergência através do número 911 (para americanos) ou 112 (para europeus).
B: Bleeding (sangramento): nesta etapa, o espectador deve localizar o ponto do sangramento. Deve-se ter especial atenção à roupas escuras, as quais podem esconder um sangramento. Sinais de hemorragia grave incluem sangramento em jatos, poça de sangue e/ou sangramento que não cessa com compressão direta.
C: Compress (comprimir): assim que identificado o local do sangramento, o espectador deverá utilizar-se de um pano limpo, o qual poderá ser a própria camiseta, por exemplo, para comprimir firme e forte a lesão a fim de interromper o fluxo sanguíneo até que um kit de primeiros socorros esteja disponível ou o serviço de emergência chegue ao local e assuma os cuidados para com a vítima.
O programa também inclui o desenvolvimento de outras habilidades essenciais para o efetivo controle da hemorragia, como o empacotamento da lesão (técnica que consiste na realização do preenchimento de uma cavidade sangrante com gaze e sua finalização com curativo compressivo) e uso de tornquetes de extremidades.
O interessado pode realizar um curso presencial com um multiplicador do programa devidamente credenciado disponível em diversos países, ou através de uma plataforma online. Ambas as versões possibilitam a obtenção de um certificado de participação.
Apesar de ser uma iniciativa gratuita, custos operacionais podem estar envolvidos quando da realização de um treinamento presencial.
Tiroteios em escolas no Estados Unidos
Entre 2003 e 2013, das 185 ocorrências envolvendo atiradores ativos no país norte americano, o grupo de local com maior incidência foram os estabelecimentos de ensino.